# Sandra Da Vina
Sandra Da Vina (* 13. Februar 1989 in Münster) ist eine deutsche Autorin, Moderatorin und Poetry-Slammerin aus Essen.

## Leben und Schaffen
Da Vina studierte Germanistik (Master) an der Universität Duisburg-Essen. Seit 2012 ist sie auf den deutschen Poetry-Slam- und Kabarett-Bühnen unterwegs. Im Frühjahr 2014 erschien eine erste Sammlung mit Kurztexten unter dem Titel „Sag es in Leuchtbuchstaben“ beim Lektora Verlag. Im gleichen Jahr gewann Da Vina als erste Frau die NRW-Landesmeisterschaften im Poetry Slam. Im November 2016 erschien ein zweiter Erzählband „Hundert Meter Luftpolsterfolie“ (erneut Lektora), das gleichnamige Bühnenprogramm feierte im Januar 2017 in Bochum Premiere. Auch in Funk und Fernsehen ist Sandra Da Vina seit 2016 zu sehen und zu hören: unter anderem als Gast bei „Ladies Night“, „Alfons & Gäste“, „Nightwash TV“, der „Köln Comedy Eröffnungsgala“ und dem „SR-Gesellschaftsabend“.
Da Vina lebt und arbeitet in Essen. Seit Herbst 2019 ist Sandra Da Vina Mutter.

## Programme
- 2016: Sag es in Leuchtbuchstaben
- 2016: Die Leiden der jungen Wörter[11] (mit Tobi Katze)
- 2017: Hundert Meter Luftpolsterfolie
- 2019: Da Vina takes it all

## Auszeichnungen
- 2014: Siegerin NRW-Slam in Mönchengladbach[12]

## Veröffentlichungen
- Sag es in Leuchtbuchstaben. Lektora Verlag, 2014, ISBN 978-3-95461-016-7.
- Verlieb dich!: textgold. Oetinger 34, 2015, ISBN 978-3-95882-021-0.
- Hundert Meter Luftpolsterfolie. Lektora Verlag, 2016, ISBN 978-3-95461-085-3.
- Ohne mich, 2016 (Poetry Clip)[13]
- Vom Kuchen und Finden. Lektora Verlag, 2018, ISBN 978-3-95461-131-7.